# Ronaldo Vásquez
Ronaldo Junior Vásquez Herasme (Santa Cruz de Mao, República Dominicana, 30 de junio de 1999) es un futbolista profesional dominicano que juega como delantero o mediocampista ofensivo en el Sumgayit FK de la Liga Premier de Azerbaiyán Es internacional con la selección de la República Dominicana.

## Trayectoria
Ronaldo Vásquez tuvo sus primeros años de formación como futbolista en el Club Atlético Dominguito. Posteriormente, continuó su desarrollo en la academia "La Meca del Fútbol". En 2013,  pasó a formar parte de la FCBEscola Santo Domingo. 
En 2016, debutó como jugador juvenil en el Atlético Pantoja de la Liga Dominicana de Fútbol. Al año siguiente, fue ascendido al primer equipo, donde tuvo anotó 4 goles en la LDF.
En 2018, Vásquez ayudó al Atlético Pantoja a conquistar el título del Campeonato de Clubes de la CFU y clasificar a la Liga de Campeones de la Concacaf de 2019, el equipo caería eliminado en la fase preliminar por los New York Red Bulls.
En 2019, fue cedido al Hapoel Tel Aviv de Israel. A pesar de disputar solo un partido oficial, esta breve experiencia marcó su primera incursión en el fútbol internacional.
En 2020, fichó por el El Ejido de España, aunque no llegó a debutar oficialmente. Tras su regreso al Atlético Pantoja en 2021, Vásquez fue reconocido como Jugador del Año de la LDF en 2022.
En diciembre de 2023, firmó con el Club Deportivo Guabirá de la Primera División de Bolivia.

## Selección nacional
Ronaldo Vásquez debutó oficialmente con la selección absoluta el 22 de marzo de 2018 en un amistoso contra la selección de fútbol de las Islas Turcas y Caicos, donde anotó dos goles en la victoria 4-0.

## Clubes
| Club                 | País                 | Año         |
| -------------------- | -------------------- | ----------- |
| C.A. Pantoja         | República Dominicana | 2017 - 2019 |
| Hapoel Tel Aviv F.C. | Israel               | 2019        |
| C.A. Pantoja         | República Dominicana | 2019 - 2020 |
| Polideportivo Ejido  | España               | 2020 - 2021 |
| C.A. Pantoja         | República Dominicana | 2021 - 2023 |
| Guabirá              | Bolivia              | 2023 - 2025 |
| Sumgayit FK          | Azerbaiyán           | 2025 -      |

## Palmarés

### Títulos nacionales
| Título                               | Club          | País                 | Año  |
| ------------------------------------ | ------------- | -------------------- | ---- |
| Liga Dominicana de Fútbol            | C. A. Pantoja | República Dominicana | 2019 |
| Supercopa de la República Dominicana | C. A. Pantoja | República Dominicana | 2020 |

### Títulos internacionales
| Título                         | Club                  | Año  |
| ------------------------------ | --------------------- | ---- |
| Campeonato de Clubes de la CFU | Club Atlético Pantoja | 2018 |

### Distinciones individuales
| Distinción                | Año  |
| ------------------------- | ---- |
| Jugador del Año de la LDF | 2022 |

## Vida personal
Su apodo proviene de su padre, Junior Vásquez, conocido como Chiva, quien también fue un futbolista y legionario de la selección dominicana. Ronaldo recibió su nombre en honor al astro brasileño Ronaldo Nazário, quien fue una figura destacada del fútbol mundial durante los años 90 y principios de los 2000.